# Afrika (computerspel)
Afrika is een computerspel exclusief voor de PlayStation 3 ontwikkeld door Rhino Studios. Het spel werd voor het eerst getoond bij E3 2006 in een promotievideo.

## Gameplay en verhaal
De speler speelt de rol van een fotojournalist in Afrika die is ingehuurd om foto's van verschillende dieren te nemen. De gameplay is missie-gedreven; spelers ontvangen e-mails in het basiskamp die hen instrueren over welke dieren ze moeten fotograferen. Spelers kunnen vervolgens te voet, met een jeep of luchtballon reizen naar de gebieden waar gevraagde dieren gevonden zijn om te fotograferen. De camera wordt bestuurd met de Sixaxis. Afhankelijk van de kwaliteit van de genomen foto zal de speler geld verdienen. Dit geld kan gebruikt worden om nieuwe voorraden te kopen zoals een verbeterde camera.
Aanvullend op de eigenlijke gameplay zijn unlockables, zoals echte foto's van de dieren die kunnen worden aangetroffen, die ook verzameld en opgeslagen worden in de "Animal Library".
De soundtrack voor het spel werd gecomponeerd door Wataru Hokoyama. De muziek werd bekroond met de 'Best Original Score Video Game' van The Hollywood Music Awards 2008. Movie Music UK publiceerde als enige een recensie van de soundtrack en gaf deze 4,5 punten op een maximum van 5. "Hokoyama heeft een sterke indruk achtergelaten met de prachtige muziek die hij heeft gecomponeerd. Dit is een soundtrack die je niet voorbij kan laten gaan", aldus de recensent.

## Ontvangst
Het spel kreeg over het algemeen middelmatige recensies, met een gemiddelde score van 63 op Metacritic.
| Beoordeeld door    | Jaar | Score |
| ------------------ | ---- | ----- |
| Jeuxvideo.com      | 2014 | 90%   |
| Cynamite           | 2008 | 80%   |
| Everyeye.it        | 2008 | 70%   |
| Eurogamer.net (UK) | 2008 | 70%   |
| Bordersdown        | 2009 | 70%   |
| 1UP                | 2009 | 67%   |
| Teletext           | 2008 | 60%   |
| PSX Extreme        | 2009 | 41%   |
| IGN                | 2009 | 35%   |

## Trivia
- Het spel is opgenomen in het boek 1001 Video Games You Must Play Before You Die van Tony Mott.